# 23P/Brorsen-Metcalf
La comète Brorsen–Metcalf (désignation officielle 23P/Brorsen-Metcalf) est une comète périodique du système solaire qui fut découverte par Theodor Brorsen (Altona en Allemagne) le 20 juillet 1847, puis par Kaspar Schweizer (Moscou) le 11 août 1847, les prévisions de son retour se situant entre 1919 et 1922.
Le 21 août 1919, la comète fut redécouverte par le révérend Joel Hastings Metcalf (Camp Idlewild dans le Vermont aux États-Unis), de 8e magnitude. Elle fut également observée par Edward Barnard (observatoire Yerkes, Wisconsin aux États-Unis) le 22 août, par Michel Giacobini (observatoire de Paris), Ostrovlev (Théodosie en Crimée) et Selavanov (observatoire de Poulkovo près de Saint-Pétersbourg). Fin septembre 1919, il fut confirmé qu'il s'agissait bien de la comète de Brorsen.